# Liga Nacional de Baloncesto Femenino
La Liga Nacional de Baloncesto Femenino (LNBF) es la principal liga de baloncesto femenino profesional de la República Dominicana. Actualmente esta liga está compuesta por 6 equipos profesionales, distribuidos en distintas provincias del país.

## Historia
La Liga Nacional de Baloncesto Femenino fue fundada en marzo de 2016 por la Federación dominicana de baloncesto, con el respaldo del ministerio de deportes de la nación. La liga surge como una opción para las jóvenes practicantes de la disciplina, cuya rama femenina ha estado en una especie de limbo debido a la falta de una competición de alto nivel que ayude al desarrollo de todo el potencial de las jóvenes que lo practican. Antes de este campeonato, habían surgido varios torneos de nivel regional sin éxito alguno.
El primer partido de la liga se disputó el viernes 27 de mayo de 2016, cuando el Calero de Villa Duarte derrotó a las Indias del Sur con un marcador de 68 por 44. las Olímpicas de La Vega se proclamaron como las primeras campeonas de la competición tras derrotar a las Reinas del Este 3 partidos a 0 en la serie final. Esta es la segunda vez en la historia del deporte dominicano que un equipo vegano gana el torneo inaugural de una liga desde que los Reales de La Vega lo hicieron en el primer torneo de la Liga Nacional de Baloncesto de la República Dominicana en 2005. Mari Coronado se convirtió en la primera jugadora más valiosa de la serie final.
El lunes 10 de abril de 2017 se realizó una rueda de prensa en la cual se anunció la segunda edición del torneo, que iniciará el jueves 11 de mayo del mismo año con el apoyo institucional del Ministerio de Deportes y Recreación (MIDEREC) y la participación de los 6 equipos que participaron en la primera edición. En esta rueda también se anunció que para la temporada 2018 habrá una expansión con 3 equipos nuevos que representarán a Los Mina, San Carlos y Santiago.

## Temporada regular
En la temporada regular cada equipo disputa 10 partidos, divididos en partes iguales entre encuentros de local y visitante. Cada equipo enfrentará a sus rivales en 2 ocasiones, una como local y otra como visitante.

## Playoffs
Los playoffs de la Liga Nacional de Baloncesto Femenino consisten en dos rondas de competición entre los cuatro mejores equipos hasta las finales de la LNBF, enfrentándose así el primero contra el cuarto y el segundo contra el tercero. Los ganadores de la primera ronda o semifinales avanzan a las Finales de la liga, disputadas entre los ganadores de cada ronda. Las semifinales se disputa al mejor de tres, mientras las finales de la liga se disputa al mejor de cinco.

## Equipos
| Equipo                 | Ciudad/Provincia                  | Sede                                    |
| ---------------------- | --------------------------------- | --------------------------------------- |
| Águilas de Guachupita  | Santo Domingo, Distrito Nacional  | Polideportivo Rafael Barias             |
| Calero de Villa Duarte | Santo Domingo Este, Santo Domingo | Polideportivo Calero                    |
| Club Mauricio Báez     | Santo Domingo, Distrito Nacional  | Polideportivo Mauricio Báez             |
| Indias del Sur         | Baní, Peravia                     | Polideportivo de Baní                   |
| Olímpicas de La Vega   | Concepción de La Vega, La Vega    | Palacio de los Deportes Fernando Teruel |
| Reinas del Este        | Hato Mayor del Rey, Hato Mayor    | Polideportivo Héctor Monegro            |

## Campeones
| Año  | Campeón                | Resultado | Subcampeón             |
| ---- | ---------------------- | --------- | ---------------------- |
| 2016 | Olímpicas de La Vega   | 3-2       | Reinas del Este        |
| 2017 | Olímpicas de La Vega   | 3-0       | Club Mauricio Báez     |
| 2018 | Murallas de San Lázaro | 3-2       | Olímpicas de La Vega   |
| 2019 | Murallas de San Lázaro | 3-1       | Olímpicas de La Vega   |
| 2020 | No                     | Hubo      | Torneo                 |
| 2021 | Murallas de San Lázaro | 3-2       | Reinas del Este        |
| 2022 | Reinas del Este        | 2-1       | Indias del Sur         |
| 2023 | No                     | Hubo      | Torneo                 |
| 2024 | Reinas del Este        | 3-2       | Murallas de San Lázaro |

### Campeonatos por equipo
| Equipo                 | Campeonatos | Subcampeonatos | Años de campeonatos | Años de subcampeonatos |
| ---------------------- | ----------- | -------------- | ------------------- | ---------------------- |
| Murallas de San Lázaro | 3           | 1              | 2018, 2019, 2021    | 2024                   |
| Olímpicas de La Vega   | 2           | 2              | 2016, 2017          | 2018, 2019             |
| Reinas del Este        | 2           | 2              | 2022,2024           | 2016, 2021             |
| Club Mauricio Báez     | 0           | 1              |                     | 2017                   |
| Indias del Sur         | 0           | 1              |                     | 2022                   |
| Calero de Villa Duarte | 0           | 0              |                     |                        |
| Águilas de Guachupita  | 0           | 0              |                     |                        |

## Presidentes
- Fernando Teruel, Presidente desde 2016 hasta la actualidad.[8]

## Récords individuales

### Temporada regular

#### En un partido
| Categoría   | Jugador           | Récord | Equipo                 | Oponente                             | Fecha                                   | Ref    |
| ----------- | ----------------- | ------ | ---------------------- | ------------------------------------ | --------------------------------------- | ------ |
| Puntos      | Leidys Oquendo    | 51     | Águilas de Guachupita  | Indias del Sur                       | 21 de mayo de 2017                      | [ 9 ]  |
| Rebotes     | Esmery Martínez   | 23     | Reinas del Este        | Olímpicas de La Vega                 | 11 de junio de 2016                     | [ 10 ] |
| Asistencias | Jennifer Jiménez  | 11     | Reinas del Este        | Indias del Sur                       | 4 de junio de 2016                      | [ 11 ] |
| Triples     | Andreina Paniagua | 5      | Calero de Villa Duarte | Reinas del Este Olímpicas de La Vega | 12 de junio de 2016 17 de junio de 2016 | [ 12 ] |

#### En una temporada
| Categoría   | Jugador         | Récord | Equipo                 | Temporada |
| ----------- | --------------- | ------ | ---------------------- | --------- |
| Puntos      | Yuniesky Bouli  | 217    | Calero de Villa Duarte | 2016      |
| Rebotes     | Flor Jones      | 134    | Club Mauricio Báez     | 2016      |
| Rebotes     | Esmery Martínez | 134    | Reinas del Este        | 2016      |
| Asistencias | Anilegna Ortega | 53     | Águilas de Guachupita  | 2016      |

### Playoffs

#### En un partido
| Categoría   | Jugador           | Récord | Equipo                 | Oponente             | Fecha                                   | Ref |
| ----------- | ----------------- | ------ | ---------------------- | -------------------- | --------------------------------------- | --- |
| Puntos      | Andreína Paniagua | 38     | Calero de Villa Duarte | Olímpicas de La Vega | 1 de junio de 2017                      |     |
| Rebotes     | Esmery Martínez   | 20     | Reinas del Este        | Club Mauricio Báez   | 1 de junio de 2017                      |     |
| Asistencias | Jennifer Martínez | 14     | Reinas del Este        | Club Mauricio Báez   | 1 de junio de 2017                      |     |
| Triples     | Chelsy Hernández  | 5      | Águilas de Guachupita  | Olímpicas de La Vega | 22 de junio de 2016 24 de junio de 2016 |     |